# 苏州好风光
《苏州好风光》是江苏省苏州市市歌。由潭亚新作词，陈勇编曲，朱虹/韩雪演唱。本歌曲来源于苏州民歌小调·大九连环《姑苏风光》，吸收和浓缩了江南小调。歌曲使用吴语苏州话演唱，歌曲展现了苏州的风俗民情。